# Uria (città antica)
Uria, o Uria Garganica (Ύρια in greco antico, Hyrium in latino), era un'antica città del Gargano, probabilmente situata nel settore nord-orientale del promontorio. La menzionano, nella descrizione della Daunia, alcuni autori antichi come Strabone, Tolomeo, Pomponio Mela, Plinio il Vecchio e Dionigi il Periegeta.

## Storia
Probabilmente fu fondata in epoca dauna (I millennio a.C.) e successivamente grecizzata durante la seconda colonizzazione greca (secc. VIII-V a.C.).
Divenne piuttosto potente in età pre-romana, tanto da avere un proprio conio: alcune monete con l'iscrizione in greco YPIA o YPIATΩN o, abbreviato, YP sono le uniche testimonianze archeologiche pervenuteci.
Era collegata direttamente alla città di Tiati attraverso un'importante arteria che percorreva tutto il Gargano settentrionale.
La città scomparve misteriosamente forse già in età imperiale (secc. I-V d.C.), probabilmente a causa di un terremoto.

## Il problema della localizzazione
La sua collocazione rimane un'incognita assai dibattuta: la tradizione storiografica la identifica con Vieste o con Rodi, mentre altri studi sembrano collocarla sul versante occidentale del lago di Varano, che potrebbe corrispondere all'antico "Sinus Urianus", nonché al territorio costiero oggigiorno appartenente principalmente al Comune di Cagnano Varano, ma anche a quello di Carpino e Ischitella.
Diverse campagne di scavo condotte nell'intera zona agli inizi del Novecento, e successivamente negli anni '50, hanno portato alla luce alcuni resti romani e qualche necropoli.

### Fonti
- Strabone, Geographica, l. VI, 3, 9.
- Tolomeo, Geografia, l. III, I, 17.
- Pomponio Mela, De situ orbis, l. II, c. IV.
- Plinio il Vecchio, Naturalis historia, l. III, c. II
- Dionigi il Periegeta, Orbis Terrae Descriptio, V, 379.

### Letteratura critica
- Francescantonio De Donato, Cenno storico intorno l'antica città di Uria Marittima nel Gargano, ora lago e campagna di Varano d'Ischitella, Napoli 1886.
- Giuseppe Del Viscio, Uria: studio storico-linguistico-archeologico, Bari 1921.
- Eugenio Cipriani, Uria garganica: origine, ubicazione, vicende e scomparsa, in "Archivio storico pugliese", VI (1955), pp. 263-292.
- Angelo Russi, Uria Garganica e una nuova iscrizione funeraria, in Terza miscellanea greca e romana, Roma 1971, pp. 211-223.
- Angelo Russi, Nuove ricerche storiche ed epigrafiche su Uria Garganica, in "Ricerche e studi", X (1977), pp. 151-168.
- Vittorio Russi, Uria garganica: note di topografia antica e medievale, in "Cenacolo", XI-XII, 1981-1982, pp. 52-62.
- Uria Garganica e la grotta di Venere sull'isolotto del faro di Vieste, atti del convegno internazionale di studi (Vieste, 17-18 ottobre 1987), Vieste 1998.